# Temporada 1948-1949 del RCD Espanyol
Dades de la Temporada 1948-1949 del RCD Espanyol.

## Fets Destacats
- 19 de setembre de 1948: Lliga: Espanyol 4 - Atlètic de Madrid 1[4]
- 3 d'octubre de 1948: Lliga: Espanyol 5 - Reial Valladolid 1[5]
- 10 d'octubre de 1948: Lliga: Sevilla FC 0 - Espanyol 3[6]
- 17 d'octubre de 1948: Lliga: Espanyol 5 - Celta de Vigo 0[7]
- 7 de novembre de 1948: Lliga: Espanyol 4 - Deportivo de La Coruña 1[8]
- 20 de febrer de 1949: Lliga: Espanyol 3 - Reial Madrid 2[9]
- 6 de març de 1949: Lliga: Espanyol 5 - Gimnàstic de Tarragona 4[10]
- 27 de març de 1949: Amistós: Espanyol 4 - AC Milan 6[11]
- 10 d'abril de 1949: Lliga: Espanyol 6 - CE Sabadell 2[12]
- 1 de maig de 1949: Copa, quarts de final: Espanyol 6 - Atlètic de Madrid 1, amb quatre gols d'Artigas, un de Calvo i un d'Hernández.[13]
- 8 de maig de 1949: Copa, quarts de final: Atlètic de Madrid 5 - Espanyol 1, amb gol de Segarra.[14]
- 22 de maig de 1949: Copa, semifinals: Athletic Club 6 - Espanyol 2, amb dos gols d'Artigas.[15]

## Resultats i Classificació
- Lliga d'Espanya: Setena posició amb 24 punts (26 partits, 10 victòries, 4 empats, 12 derrotes, 51 gols a favor i 46 en contra).
- Copa d'Espanya: Semifinalista. Eliminà el Celta de Vigo i Atlètic de Madrid, però fou vençut per l'Athletic Club a semifinals.

## Plantilla
| P   | Jugador               | Lliga | Lliga | Copa d'Espanya | Copa d'Espanya |
| P   | Jugador               | PJ    | G     | PJ             | G              |
| --- | --------------------- | ----- | ----- | -------------- | -------------- |
| POR | Josep Trias           | 19    | -34   | -              | -              |
| POR | Juan Ramón Abeijón    | 8     | -12   | 7              | -19            |
| DEF | Josep Parra           | 22    | 1     | 7              | -              |
| DEF | Antoni Fàbregas       | 22    | -     | 6              | -              |
| DEF | Josep Casas           | 21    | 1     | 5              | -              |
| DEF | Abraham Carnicero     | 5     | -     | 1              | -              |
| DEF | Ricard Teruel         | 4     | 1     | 2              | -              |
| DEF | Josep Mariscal        | -     | -     | -              | -              |
| DEF | José García Santonja  | -     | -     | -              | -              |
| MIG | Mariano Veloy         | 25    | -     | 7              | -              |
| MIG | Rosendo Hernández     | 24    | 11    | 6              | 1              |
| MIG | Josep Artigas         | 20    | 9     | 7              | 5              |
| MIG | Ramon Celma           | 16    | -     | 7              | -              |
| MIG | Fèlix Llimós          | 14    | 1     | -              | -              |
| MIG | José Luis Piquín      | 9     | 2     | 1              | -              |
| MIG | Diego                 | 5     | 1     | 2              | -              |
| DAV | Ángel Calvo           | 22    | 10    | 7              | 3              |
| DAV | Juan Camer            | 21    | 5     | 3              | -              |
| DAV | David Panadès         | 18    | 4     | 2              | 3              |
| DAV | Antoni Segarra        | 7     | 1     | 7              | 2              |
| DAV | Julià Arcas           | 2     | -     | -              | -              |
| DAV | José Antonio Vucetich | 2     | 2     | -              | -              |
| DAV | Joaquín Valle         | 1     | -     | -              | -              |